# 陶拉盖
陶拉盖，或作陶拉格，是立陶宛的城市，位於尤拉河左岸，也是陶拉盖县的首府，海拔高度36米，面積16.7平方公里，2011年人口26,444。第二次世界大戰期間，納粹德國在1941年6月22日至1944年秋天佔領該鎮。

## 友好城市
- 法國 布列讷堡

## 外部連結
- Municipal website （页面存档备份，存于） （立陶宛文）
- Randburg.com
- Aerial photo from January, 1945